# Camptoceras austeni
Camptoceras austeni е вид охлюв от семейство Planorbidae.

## Разпространение и местообитание
Този вид е разпространен в Бангладеш.
Обитава сладководни басейни и реки.